# Spinozastraat
De Spinozastraat is een straat in het centrum van Amsterdam. De straat werd in 1872 vernoemd naar Benedictus de Spinoza (1632-1672).
De Spinozastraat ligt achter de Sarphatistraat, bij het Weesperplein, en ligt aan de Singelgracht, tegenover de Mauritskade.

## Geschiedenis
Aan deze straat stond van 1874 tot 1966 de Spinozakliniek voor oogheelkunde. 
Vanwege de Joodse achtergrond van Spinoza werd de straat tijdens de Tweede Wereldoorlog in opdracht van de Duitse bezetters door burgemeester Voûte op 14 augustus 1942 samen met de al bestaande Andrieszkade hernoemd tot de Andrieszstraat, een vernoeming naar Herwig Andriesz, een burgemeester van Amsterdam uit de 15e eeuw. Direct na de oorlog (mei 1945) werd de gehele straat Spinozastraat genoemd.
Naast de Spinozastraat is in 1986 het Spinozahof nieuw gebouwd.

## Openbaar vervoer
Van 1845 tot 1904 liep er een spoorverbinding door deze straat en de Sarphatistraat vanaf het Weesperpoortstation naar de Nieuwe Vaart.
Nadat het spoor in 1904 was ingekort tot de Plantage Muidergracht, ging de tram deze route berijden. Vanaf 1906 tot 1940 was dit lijn 3, die vanaf het Weesperplein, via de Mauritskade en de Spinozastraat naar de Sarphatistraat ging. Na het gereed komen van de sporen in de Wibautstraat verviel deze route. 
In 1972 keerde de tram terug in de Spinozastraat, toen lijn 10 vanwege de bouw van het metrostation Weesperplein tot 1976 een tijdelijke omleidingsroute route kreeg. 